# Monique Hennagan

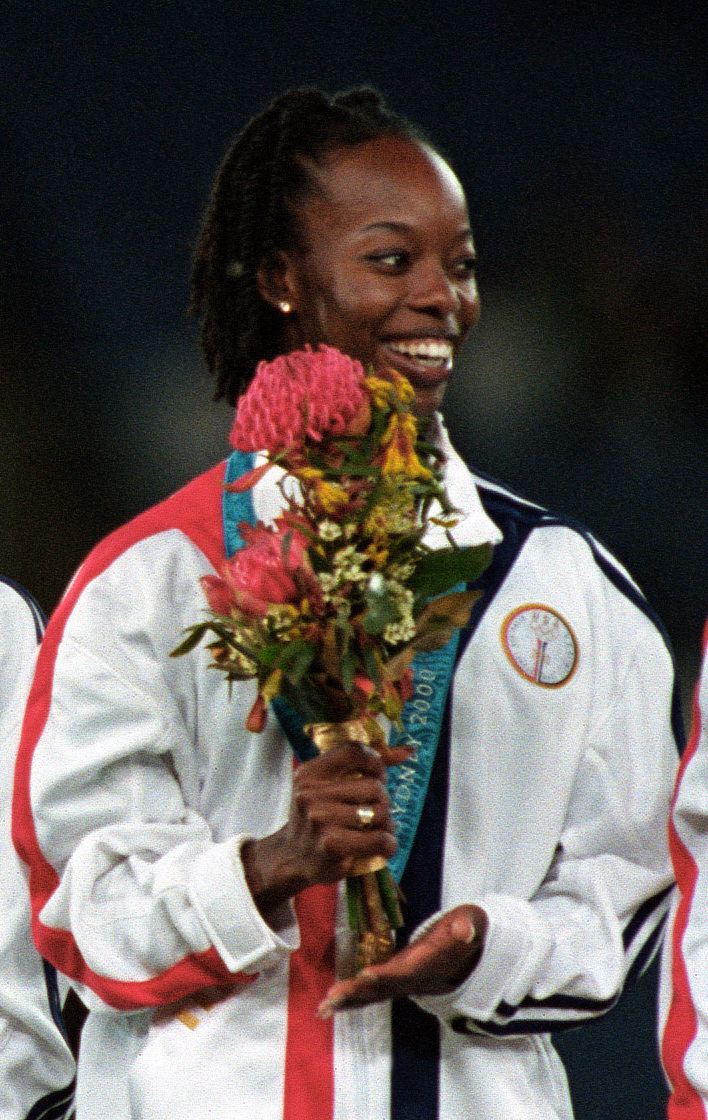
Monique Hennagan, Sydney 2000

Monique Hennagan (* 26. Mai 1976 in Columbia, South Carolina) ist eine US-amerikanische Sprinterin und Staffelolympiasiegerin. Ihre Spezialstrecke ist der 400-Meter-Lauf.
Die Juniorenvizeweltmeisterin von 1994 gewann bei den Hallenweltmeisterschaften 1999 in Maebashi mit der Staffel die Bronzemedaille. 2000 schied sie bei den Olympischen Spielen in Sydney über 400 Meter im Viertelfinale aus. Mit der US-amerikanischen 4-mal-400-Meter-Staffel in der Besetzung Jearl Miles-Clark, Hennagan, Marion Jones und LaTasha Colander gewann sie in 3:22,62 min Gold vor der Staffel Jamaikas.
In Lissabon bei den Hallenweltmeisterschaften 2001 belegte sie über 400 Meter den fünften Platz. Mit der Staffel kam sie als Vierte ins Ziel, die Leistung wurde aber später wegen des Dopingfalles um Kelli White gestrichen. Zwei Jahre später bei den Hallenweltmeisterschaften 2003 in Birmingham wurde sie erneut Fünfte über 400 Meter, mit der Staffel gewann sie wie vier Jahre zuvor Bronze.
2004 gewann sie erstmals den US-Titel über 400 Meter und qualifizierte sich damit für die Olympischen Spiele 2004 in Athen. Dort belegte sie über 400 Meter in 49,97 s den vierten Platz. Die Staffel in der Besetzung DeeDee Trotter, Monique Henderson, Sanya Richards und Hennagan gewann in 3:19,01 min Gold vor den Russinnen. 2005 gewann sie erneut den US-Titel über 400 Meter. Bei den Weltmeisterschaften 2005 in Helsinki schied die US-Staffel nach einem Wechselfehler im Vorlauf aus.
Bei einer Körpergröße von 1,73 m beträgt ihr Wettkampfgewicht 57 kg.

## Bestzeiten
- 100 m: 11,26 s, 14. Mai 2005, Santo Domingo
- 200 m: 22,87 s, 22. Mai 2005, Carson
- 400 m: 49,56 s, 17. Juli 2004, Sacramento